# Diskutabelt
Diskutabelt var ett TV-program i TV3 som började sändas den 13 januari 1989. Första säsongen pågick 1989-1990. Sedan kom en ny säsong 1994-1995. Sista avsnittet sändes den 6 april 1995 och reprissändes den 9 april 1995.
Programmet innebar journalisten Robert Aschbergs genombrott som TV-personlighet. Programmet blev mycket uppmärksammat för den för tiden okonventionella stilen och programledarens provocerande uppträdande. I programmet debatterades ämnen som mat, invandring, palmemordet, nudism, porr, sexualrådgivning och jordens skapelse med mera. Programmet marknadsfördes som intellektuellt underhållningsvåld och stämplades som brutal-TV.
Idén till programmet kom från Jan Stenbeck som ville göra ett program liknande The Morton Downey Jr. Show, ett amerikanskt debattprogram som kännetecknades av sin stökighet och en aggressiv och kedjerökande programledare.
Bland annat framträdde Anders Borg, senare finansminister, i programmet med egna personliga reflektioner om hur samhället skall styras.
Även Naken-Jane (Jan O Jansson) debuterade här i tv-sammanhang. Han var senare en av deltagarna i dokusåpan Farmen, där han blev känd som Naken-Janne.
Programmet återupplivades med fyra program som sändes i april 2002. Därefter återkom programmet sporadiskt som ett specialprogram.
Diskutabelt är en av titlarna som nämns i boken Tusen svenska klassiker (2009).

### Fotnoter
1. 1 2 3  Gradvall et al (2009), #721
2. ↑  ”1992-06-25--1992-06-26”. Svensk mediedatabas. 25 juni 1992. http://smdb.kb.se/catalog/id/000149486. Läst 8 november 2012.
3. ↑  Comeback för Aschberg i TV3s Diskutabelt, Dagens Media, 21 mars 2002